# فرودگاه نیوتوک
 فرودگاه نیوتوک (به انگلیسی: Newtok Airport) یک فرودگاه همگانی با کد یاتا WWT است که یک باند فرود شن دارد و طول باند آن ۶۷۱ متر است. این فرودگاه در شهر نیوتوک، آلاسکا کشور ایالات متحده آمریکا قرار دارد و در ارتفاع ۸ متری از سطح دریا واقع شده است.